# Atari Games v. Nintendo of America
Atari Games Corp. v. Nintendo of America Inc., 975 F.2d 832 (Fed. Cir. 1992), est un procès dans lequel la cour d'appel des États-Unis pour le circuit fédéral a statué qu'Atari avait enfreint le copyright détenu par Nintendo en copiant illégalement le 10NES. Ce programme est destiné à protéger la console NES de lire des jeux non autorisés par Nintendo. Atari, après avoir tenté de faire de la rétro-ingénierie sur le système, a obtenu une copie non autorisée auprès du United States Copyright Office et l'a utilisé afin de répliquer le système, nommé « the Rabbit ».